# Каримта
Каримта (від каз. қарымта, також каз. қанды кек) — кровна помста у кочових тюркських і монгольських народів; у переносному сенсі в казахській мові — будь-який удар у відповідь. 

## Історія
Виникла при первісно-общинному ладі. Каримта у звичайному праві казахів стоїть у одному ряду з баримтою (економічною помстою). Якщо під час баримти втрати перевищили допустимі межі, то сторона, що потерпіла, робила каримту, тому серед казахів існує фраза «за баримту — каримта». 

## Сучасне значення
У сучасній мові сенс слова «каримта» змінився, каримтою називаються вчинки та послуги, що здійснюються людьми. Наприклад, каримтою серед спортсменів називаються зустрічі у відповідь.